# Ernst Eduard Wiltheiss
Ernst Eduard Wiltheiss (Worms, 12 de junho de 1855 — Halle an der Saale, 7 de julho de 1900) foi um matemático alemão.
Foi membro fundador da Associação dos Matemáticos da Alemanha. Dedicou-se a estudo de curvas hiperelípticas e integrais abelianas.

## Vida
Estudou matemática na Universidade de Giessen e na Universidade de Berlim, onde obteve o doutorado em 5 de julho de 1879 com a tese "Die Umkehrung einer Gruppe von Systemen allgemeiner hyperelliptischer Differentialgleichungen". Em 25 de abril de 1881 habilitou-se na Universidade de Halle-Wittenberg.

## Obras
- Die partiellen Differentialgleichungen der Abel'schen Thetafunctionen dreier Argumente. Math. Annalen 38 (1891) 1-23.
- Partielle Differentialgleichungen der hyperelliptischen Thetafunctionen und der Perioden derselben. Math. Annalen 31 (1888) 134-155.
- Über die Potenzreihen der hyperelliptischen Thetafunctionen. Math. Annalen 31 (1888) 410-423.
- Die partiellen Differentialgleichungen der hyperelliptischen Thetafunctionen. Math. Annalen 33 (1889) 267-290.